# Pedro Gonet Branco
Pedro Gonet Branco é um jurista, professor, pesquisador e advogado brasileiro. Formado em Direito pela Universidade de Brasília (UnB), Pedro destacou-se pela intensa produção acadêmica, pela publicação de artigos no jornal O Estado de São Paulo, pela apresentação do programa de televisão "Falando em Justiça", da TV Justiça, e pela atuação em diferentes instâncias do Direito, tanto na esfera judicial quanto na regulatória e desportiva.
Ganhou notoriedade aos 20 anos de idade ao ser citado em decisão do Supremo Tribunal Federal (STF), consolidando-se como um dos mais jovens acadêmicos a receber tal reconhecimento.
É filho do procurador-geral da República [Paulo Gonet].

## Biografia
Pedro Gonet Branco nasceu em Brasília. Iniciou sua trajetória acadêmica na Faculdade de Direito da UnB, aos 18 anos, onde se formou. Cursou Legal Studies na University of California Berkeley e Mestrado em Direito do Estado na Universidade de São Paulo (USP).

### Trajetória profissional
É Professor de direito público e de direito regulatório em cursos de graduação e de pós-graduação.

Apresentou e atuou na produção do programa de televisão "Falando em Justiça", na TV Justiça, ao longo de 2020. O programa teve prestígio por trazer debates com personalidades do universo jurídico, político e social. 

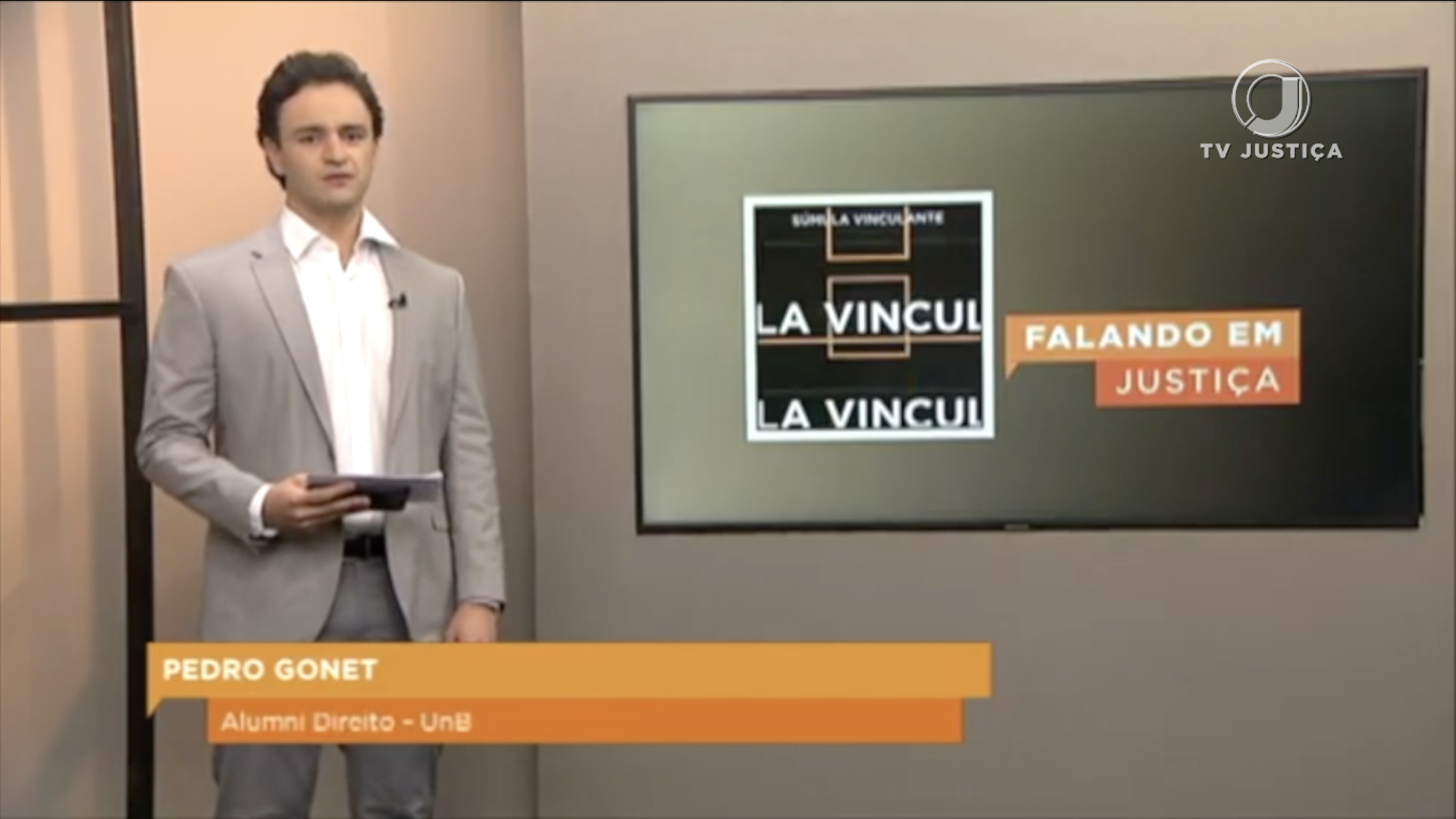
Pedro Gonet no programa Falando em Justiça

Foi assessor de Ministro no Supremo Tribunal Federal até 2023.
Desde 2023 atua como advogado. É também Diretor do Departamento Jurídico da Federação das Indústrias do Estado de São Paulo (FIESP).
Em 2024 foi eleito para mandato de 4 anos como auditor do Superior Tribunal de Justiça Desportiva do Futebol (STJD).
É Membro Consultor da Comissão Especial de Assuntos Regulatórios do Conselho Federal da OAB.

## Atuação Acadêmica
É professor de graduação e de cursos de pós-graduação, com foco em direito público. É também pesquisador vinculado à Universidade de Brasília e à Universidade de São Paulo.
Aos 20 anos de idade, ainda na graduação, foi coautor de um artigo sobre a regulação da internet, que foi utilizado pelo STF para sustentar a inconstitucionalidade de uma lei. Pedro se tornou, então, um dos mais jovens acadêmicos do mundo a ser mencionado pelo STF em decisão de controle concentrado de constitucionalidade.
Aos 22 anos de idade, foi o único brasileiro convidado pela Corte Suprema de Justicia de la República do Peru para ministrar curso sobre Acesso à Justiça aos Juízes da Corte.
Escreveu mensalmente artigos de opinião para a coluna de Fausto Macedo, no Estadão, sobre a relação do Direito com as diferentes esferas da vida social, como sua conexão com o vinho, com a música, com o meio-ambiente, com a saúde, com negócios, com a política, entre outros. Escreve, também, para portais jurídicos..

### Livros
É um dos coordenadores da obra "Eleições e Democracia na Era Digital", publicada em 2022, que discute as interações entre tecnologia, liberdade de expressão, eleições e democracia. No lançamento, o livro se tornou o 20° mais vendido da Amazon.

### Revista de Direito da UnB
Foi editor-chefe da Revista de Direito da Universidade de Brasília (RED|UnB) até 2022. O periódico se destacou como uma das principais revistas acadêmicas geridas por estudantes do Brasil.
Como editor do periódico, publicou artigos do Presidente do STF Luiz Fux e dos ministros Gilmar Mendes, Reynaldo Fonseca, Regina Helena Costa, Maria Elizabeth Rocha, Rogerio Schietti Cruz, Bruno Dantas e Sérgio Banhos. Também traduziu e publicou artigos inéditos dos professores Mark Tushnet, Vicky Jackson, Terry Maroney e Richard Albert. Entrevistou autoridades nacionais e internacionais, inclusive a professora Martha Minow.